# My Passion
My Passison – brytyjski zespół, grający muzykę elektro-rockową, powstały w Londynie w 2006 r. W czerwcu 2009r, w Wielkiej Brytanii ukazała się debiutancka płyta grupy zatytułowana Corporate Flesh Party wydana dla wytwórni Macot Records. Album wyprodukowany został przez Johna Mitchella.
Zespół My Passion supportował m.in. Kill Hannah, InnerPartySystem oraz Jefree Stara. W ciągu ostatnich miesięcy zespół zyskał dużą popularność na Wyspach Brytyjskich, dzięki wielu artykułom oraz wywiadom w magazynach Kerrang! oraz RockSound.
Grupa My Passion została nominowana do nagrody magazynu Kerrang! w kategorii Najlepszy Brytyjski Debiutant.
Debiutancka płyta zespołu ukazała się w Europie 31 sierpnia.

## Muzycy
- Laurence René – wokal, gitara elektryczna
- Jonathan Gaskin – perkusja, wokal, syntezator
- John Be – gitara elektryczna
- Simon Rolands – gitara basowa

Byli członkowie
- Harry B. Wade – syntezatory, gitara (2005-2008)

## Dyskografia
- Bitter Too EP (Style Suicide, 2006)
- Corporate flesh party (Mascot Records, 2009)